# Ткаченко, Алексей Матвеевич
Алексе́й Матве́евич Ткаче́нко (9 марта 1916, Подольская губерния — 13 мая 1982, Москва) — советский журналист и военный корреспондент.

## Биография
Родился 9 марта 1916 года в селе Мервинцы Ямпольского уезда Подольской губернии (ныне Черневецкого района Винницкой области Украины) в семье кузнеца Матвея Ткаченко (? — 1932) и его жены-домохозяйки (? — 1932).
В 1937 году окончил Ленинградский государственный институт журналистики имени В. В. Воровского.
С октября 1937 года служил на Дальнем Востоке, в политотделе, в редакции газеты «Красное Знамя».
Великую Отечественную войну прошёл в составе Дальневосточного фронта.
В 1950 году направлен собственным корреспондентом газеты «Правда» в Корею, на смену находившемуся там Сергею Борзенко. После возвращения в Москву в 1952 году написал книгу «Героическая Корея».
В сентябре 1953 года направлен собственным корреспондентом «Правды» в Албанию, где работал до 1960 года.
В 1967 году перешёл на работу в международный отдел Агентства печати «Новости».
Скончался 13 мая 1982 года в Москве.

## Звания и награды
- орден Отечественной войны 2-й степени (31.08.1945);
- орден Красной Звезды (03.11.1953);
- медаль «За боевые заслуги» (24.06.1948);
- медаль «За победу над Германией в Великой Отечественной войне 1941—1945 гг.»;
- медаль «За победу над Японией».

## Семья
- Жена: Галина Якубович (1919—1967).
- Дети: Нинель (1938—2013), Алексей (1941—2007), Светлана (1943—1976), Александр (род. 1946).
- Внуки: Игорь, Владимир, Константин.